# Katrijn De Clercq
Katrijn De Clercq (5 februari 2002) is een Belgisch baan- en wegwielrenster.

## Carrière

### Junioren
Als eerstejaars juniore won ze tijdens de Belgische kampioenschappen baanwielrennen 5 titels bij de junioren (omnium, keirin, sprint, 500m en madison) naast nog 2 zilveren (achtervolging en puntenkoers) en een bronzen medaille (scratch) en won zilver op de Belgische wegkampioenschappen. Als tweedejaars juniore won ze in de Belgische kampioenschappen baanwielrennen bij de junioren 3 titels (omnium, scratch en puntenkoers) en 3 zilveren medailles (sprint, 500m en achtervolging), op de Europese kampioenschappen baalwielrennen voor junioren in Fiorenzuola d'Arda veroverde ze 2 titels: puntenkoers en Madison(met Marith Vanhove) en op het Europees wegkampioenschap voor junioren in Plouay behaalde ze brons.

### Beloften
In 2021 ging ze over naar de beloften terwijl de sportwereld nog kreunt onder de beperkingen door corona, geen Belgische pistekampioenschappen, minder wedstrijden. Toch haalde ze nog een achtste plaats in het WK Madison (met Shari Bossuyt) en een vierde plaats in het omnium van de Nations' Cup in Cali.
In 2022 opende ze het seizoen op de piste. Op de Belgische kampioenschappen haalde ze goud in puntenkoers, omnium en Madison (met Marith Vanhove) en zilver in scratch en afvalling. Op het EK piste voor U23 haalde ze brons op de Madison met Shari Bossuyt. Op het EK scratch werd ze achtste en op het WK scratch dertiende. Op de weg waren haar beste resultaten een vijfde plaats in de slotrit van de Fryslan Tour, een achtste plaats in de GP Beerens en een twaalfde in de Scheldeprijs.
In 2023 opende ze het seizoen op de piste met o.a. 3 zilveren medailles in het BK scratch, afvalling en Madison (met Sara Maes). Op de weg haalde ze enkele top-10 plaatsen in UCI 1.1 en 1.2 wedstrijden waaronder podium in Borsbeek en Nijlen. Op het BK weg in Izegem werd ze zesde en veroverde de zilveren medaille bij de U23. In juli op het EK piste U23 kwamen daar nog eens 3 zilveren medailles bij in resp. afvalling, omnium en Madison (met Marith Vanhove). Nadien won ze op de weg de GP Lucien Van Impe en de eerste rit in lijn in de Watersley Womens' Challenge. Ze sloot het jaar af op de piste met brons op het BK omnium, zilver op het BK scratch, afvalling en achtervolging en goud op het BK Madison (met Hélène Hesters)
Op 14 januari 2024 behaalde ze in Apeldoorn aan de zijde van Lotte Kopecky zilver op het EK Madison. In hetzelfde jaar won ze in Cottbus op 14 juli het EK Madison voor beloften met Hélène Hesters, zij behaalden samen ook de tiende plaats op de Madison van de Olympische Spelen in Parijs en in oktober een achtste plaats op het WK Madison in Ballerup.

### Elite
In december 2024 reed ze op de BK's baanwielrennen 4x podium, goud in scratch en Madison (met Lani Wittevrongel) en zilver in omnium en puntenkoers.

## Belangrijkste resultaten

### Baanwielrennen
| Jaar            | BK | EK                                              | WK              | Overig          |
| Als nieuwelinge | Als nieuwelinge                                                                                            | Als nieuwelinge                                 | Als nieuwelinge | Als nieuwelinge |
| --------------- | --- | ----------------------------------------------- | --------------- | --------------- |
| 2016            | 500m, scratch, · achtervolging, puntenkoers, · keirin                                                      |                                                 |                 |                 |
| 2017            | omnium, · koppelkoers, sprint **** 500m, achtervolging, · keirin, omnium, · puntenkoers, scratch, · sprint |                                                 |                 |                 |
| Als junior      | |                                                 |                 |                 |
| 2018            | 500m, keirin, · omnium, sprint, · puntenkoers, · scratch                                                   |                                                 |                 |                 |
| 2019            | koppelkoers · achtervolging **** omnium, puntenkoers, scratch, · 500m, keirin, sprint                      |                                                 |                 |                 |
| 2020            | achtervolging                                                                                              | koppelkoers, · puntenkoers                      |                 |                 |
| Als elite       | |                                                 |                 |                 |
| 2021            | |                                                 |                 |                 |
| 2022            | koppelkoers, omnium, puntenkoers, · achtervolging, scratch                                                 | koppelkoers U23                                 |                 |                 |
| 2023            | afvalkoers, koppelkoers, omnium ***** koppelkoers, · achtervolging, afvalkoers, scratch, · omnium          | afvalkoers U23, · koppelkoers U23, · omnium U23 |                 |                 |
| 2024            | scratch, koppelkoers, omnium, puntenkoers                                                                  | koppelkoers koppelkoers U23                     |                 |                 |

### Wegwielrennen
2019
 Belgisch kampioenschap op de weg, junioren
2020
 Europees kampioenschap op de weg, junioren
2023
 Belgisch kampioenschap op de weg, U23 (zesde DE)
GP Lucien Van Impe
Rit 1 Watersley Womens' Challenge
Eindwinst SKM Ladies Cycling Cup
2024
 Belgisch kampioenschap op de weg, U23 (14de DE)
2025
Grote Prijs CHW Beveren
Brandt · Burlová · De Clercq · Docx · Geurts · Gielkens · Knight · Van de Paar · Parkinson · Vander Sande · Sigmund · Vervloet · Waterreus
Aintila · Bastiaenssen · Burlová · De Clercq · Docx · Egtoft Jensen · Geurts · Gielkens · van de Guchte · Hendrickx · Nicolaes · Van de Paar · Sap · Sigmund · Vervloet
Aintila · Arens · Bastiaenssen · Boels · De Clercq · De Keersmaeker · Docx · Gielkens · Greve · van de Guchte · Hendrickx · de Jong · Nicolaes · Scott · Vervloet · van Wersch
Arens · Bénézet Minns · Boels · De Clercq · De Keersmaeker · Docx · Gielkens · Hendrickx · Hinojosa · Nicolaes · Saugrain · Seynave · Teutenberg · Vervloet · van Wersch · Wittevrongel